# Utgard
Utgård (Jötunheim) w mitologii nordyckiej:
- Nazwa jednego z 9 światów, zlokalizowanych pod jednym z 3 korzeni drzewa świata Yggdrasil, odznaczający się wiecznie tam panującym chłodem. Świat ten zamieszkiwany był przez wrogich bogom i ludziom olbrzymów.
- Nazwa twierdzy, która znajdowała się w świecie Utgård.